# Titi
Titi (Callicebinae) – podrodzina ssaków naczelnych z rodziny sakowatych (Pitheciidae).

## Zasięg występowania
Podrodzina obejmuje gatunki występujące w Ameryce Południowej.

## Morfologia
Długość ciała 27–43,4 cm, długość ogona 37,2–54,6 cm; masa ciała 740–1650 g.

## Podział systematyczny
Tradycyjnie do podrodziny Callicebinae należał jeden rodzaj Callicebus jednak Byrne i współpracownicy (2016) pozostawili w rodzaju Callicebus tylko gatunki C. personatus, C. coimbrai, C. barbarabrownae, C. melanochir i C. nigrifrons. Gatunki C. lugens, C. medemi, C. torquatus, C. lucifer, C. purinus i C. regulus zostały przez tych autorów przeniesione do odrębnego rodzaju Cheracebus, a pozostałe gatunki – do odrębnego rodzaju Plecturocebus. Z badań Woods i współpracowników (2018) wynika, że przedstawicielem podrodziny jest również wymarły gatunek Xenothrix mcgregori z Jamajki oraz Miocallicebus villaviejai z Kolumbii.
Do podrodziny należą następujące (występujące współcześnie i wymarłe po 1500 roku) rodzaje:
- Xenothrix E.E. Williams & Koopman, 1952 – takson wymarły, jedynym przedstawicielem był Xenothrix mcgregori E.E. Williams & Koopman, 1952
- Cheracebus Byrne, Rylands, Carneiro, Lynch Alfaro, Bertuol, da Silva, Messias, Groves, Mittermeier, Farias, Hrbek, Schneider, Sampaio & Boubli, 2016
- Callicebus O. Thomas, 1903 – titi
- Plecturocebus Byrne, Rylands, Carneiro, Lynch Alfaro, Bertuol, da Silva, Messias, Groves, Mittermeier, Farias, Hrbek, Schneider, Sampaio & Boubli, 2016

Opisano również rodzaj wymarły w czasach prehistorycznych:
- Miocallicebus Takai, Anaya, Suzuki, Shigehara & Setoguchi, 2001 – jedynym przedstawicielem był Miocallicebus villaviejai Takai, Anaya, Suzuki, Shigehara & Setoguchi, 2001